# 吉村憬
吉村 憬（よしむら さとる、1885年（明治18年）7月2日 - 1967年（昭和42年）1月7日）は、大日本帝国陸軍軍人。最終階級は陸軍少将。功五級。

## 経歴
広島県出身。陸軍士官学校第16期、陸軍大学校第28期卒業。1920年（大正9年）8月に陸軍歩兵少佐に進級し、1923年（大正12年）9月時点で関東軍参謀の任にあり、1924年（大正13年）8月に陸軍歩兵中佐に進級し、歩兵第67連隊附に転じた。1925年（大正14年）5月に歩兵第36連隊附に転補され、1927年（昭和2年）3月に歩兵第9連隊附に移り、第三高等学校に配属された。
1928年（昭和3年）陸軍歩兵大佐進級と同時に歩兵第80連隊長（第20師団・歩兵第40旅団）に着任し、1931年（昭和6年）8月に本郷連隊区司令官に転じた。1933年（昭和8年）3月18日、陸軍少将進級と同時に歩兵第12旅団長（第12師団）に着任し、1934年（昭和9年）12月に第9師団司令部附となり、1935年（昭和10年）5月に留守第9師団司令部附となった。1936年（昭和11年）3月7日に待命となり、3月17日に予備役に編入された。

## 親族
- 弟：吉村恂 - 理学博士[13]

## 栄典
勲章等
- 1940年（昭和15年）8月15日 - 紀元二千六百年祝典記念章[14]